# Jeannette Kawas
Jeannette Kawas, née le 16 janvier 1946 à Tela dans le département d'Atlántida au Honduras, tuée dans la même ville le 6 février 1995, est une protectrice hondurienne de l'environnement, connue pour son rôle dans la sauvegarde de plus de 400 espèces de flore et de faune. Elle est assassinée pour son action de protection de l'environnement.

## Biographie
Jeannette Kawas Fernández naît le 16 janvier 1946 dans la port de Tela, dans l'Atlántida. Elle est la fille de Jacob Kawas et de Blanca Fernández. Elle commence ses études à l'école Miguel Paz Barahona et obtient le titre d'expert-comptable et de comptable public agréée en 1967. 
Elle travaille dans diverses institutions de 1973 à 1977. En 1977, elle rencontre et épouse Jim Watt, et donne naissance à deux enfants, Damaris et Jaime.
Elle suit d'abord son époux en République dominicaine et au Chili, puis en 1986, elle déménage avec ses enfants à La Nouvelle-Orléans, où elle étudie l'informatique, obtient divers certificats, récompenses et citations pour ses réalisations et son excellence universitaire. 
À partir de 1989, elle travaille à Tela pour l’Association hondurienne d’écologie, qui élabore la plan de création de gestion et de sauvegarde du parc Punta Sal. Avec d'autres membres, elle crée Prolansate, une fondation pour la protection de l'environnement, dont elle est élue présidente en 1993. Ses activités et les progrès réalisés pour préserver 449 espèces végétales, la diversité de la flore et de la faune, les lagunes côtières, les affleurements rocheux, les marécages, les mangroves, les rivages rocheux, les plages de sable et la forêt tropicale situés sur une bande côtière de 40 kilomètres, constituent un obstacle aux projets d'entreprises,.

## Meurtre
Le 6 février 1995, vers 19h45, Jeannette Kawas est abattue par deux hommes non identifiés à son domicile du Barrio El Centro à Tela dans le département d'Atlántida. Parmi les suspects du meurtre figurent le colonel Mario Amaya, surnommé le Tigre Amaya, qui aurait rencontré le sergent Ismael Perdomo et Mario Pineda, alias Chapin, au siège de la police à Tela.

## Conséquences
La justice hondurienne ne s'intéressant pas à enquêter sur ce crime, le 13 janvier 2003, l'équipe de réflexion, de recherche et de communication (ERIC) de la Compagnie de Jésus et le Centre pour la justice internationale (CEJIL) adressent trois requêtes individuelles à la Commission interaméricaine des droits de l'homme, dans lesquelles ils déclarent l'État du Honduras responsable des meurtres de Jeannette Kawas, Carlos Escaleras et Carlos Luna.
La Cour interaméricaine des droits de l'homme juge en 2005 que l'affaire Kawas contre le Honduras est recevable. Sa décision de 2009 établit un précédent juridique international concernant l'obligation pour les gouvernements de protéger les défenseurs des droits humains et environnementaux en danger.

## Postérité
Le parc national Punta Sal est nommé par le gouvernement « Parc national Jeannette Kawas » en mai 1997, en souvenir de son activité de défense et de protection de ce parc.